# Pasta 'ncasciata
 (septembre 2019).
Si vous disposez d'ouvrages ou d'articles de référence ou si vous connaissez des sites web de qualité traitant du thème abordé ici, merci de compléter l'article en donnant les références utiles à sa vérifiabilité et en les liant à la section « Notes et références ».
La pasta 'ncasciata est un plat de pâtes présent dans quasiment toute la province de Messine.

## Préparation
Les pâtes sont des magliette di maccheroncino, une sorte de macaronis. La sauce comporte des tomates, du caciocavallo frais, de la viande hachée, du salami, de l'œuf dur, des aubergines, du pecorino râpé, de l'ail, du vin blanc, du basilic, de l'huile, du sel et du poivre.
Les pâtes sont cuites al dente, puis mélangées à la sauce dans une casserole. Cette casserole est placée sur un lit de braises ardentes, et également couverte de braises. C'est de là que vient le nom de la spécialité, puisque « u ncaçio » dans le dialecte de Messine désigne le fait de recouvrir une casserole de braises.